# Chiang Mai
Ne doit pas être confondu avec Chiang Rai.
Chiang Mai, Chiangmai, Chiang Maï ou Chiengmai (en thaï : เชียงใหม่, RTGS : Chiangmai, /tɕʰīəŋ màj/ , ce qui signifie « ville nouvelle »), surnommée la « Rose du Nord », est par son nombre d'habitants la deuxième ville de Thaïlande. Ce centre culturel et économique du Nord du pays a aussi le rang de capitale de la province de Chiang Mai. La municipalité de Chiang Mai couvre Si Phra Singha, Ya Chang, Chang Chang, Wat Gate et Pa Tan. Elle couvre également certaines parties de Chang Phuak, Suthep, Pung Sun, Nong Hoi, Tha Sala, Nong Pa Phuang et Fa Ham, mais la ville s'est depuis étendue aux quartiers voisins, formant la zone urbaine de Chiang Mai et la zone officielle de la ville avec une population de 1 197 931,,.
Chiang Mai est devenu une ville moderne. La ville propose beaucoup d'attractions pour des milliers de visiteurs étrangers. Son importance historique provient de sa situation stratégique près d'une branche méridionale de l’ancienne route de la soie, et ce longtemps avant l'afflux moderne des visiteurs étrangers. La ville a été un centre renommé pour son artisanat, les ombrelles, les bijoux (en particulier en argent) et ses sculptures sur bois.

## Géographie
Elle est située à 800 kilomètres au nord de Bangkok, parmi les plus hautes montagnes du pays. 
La ville se situe sur les rives de la Ping, un tributaire important du fleuve Chao Phraya.
Nichée dans une vallée à 310 mètres d'altitude.

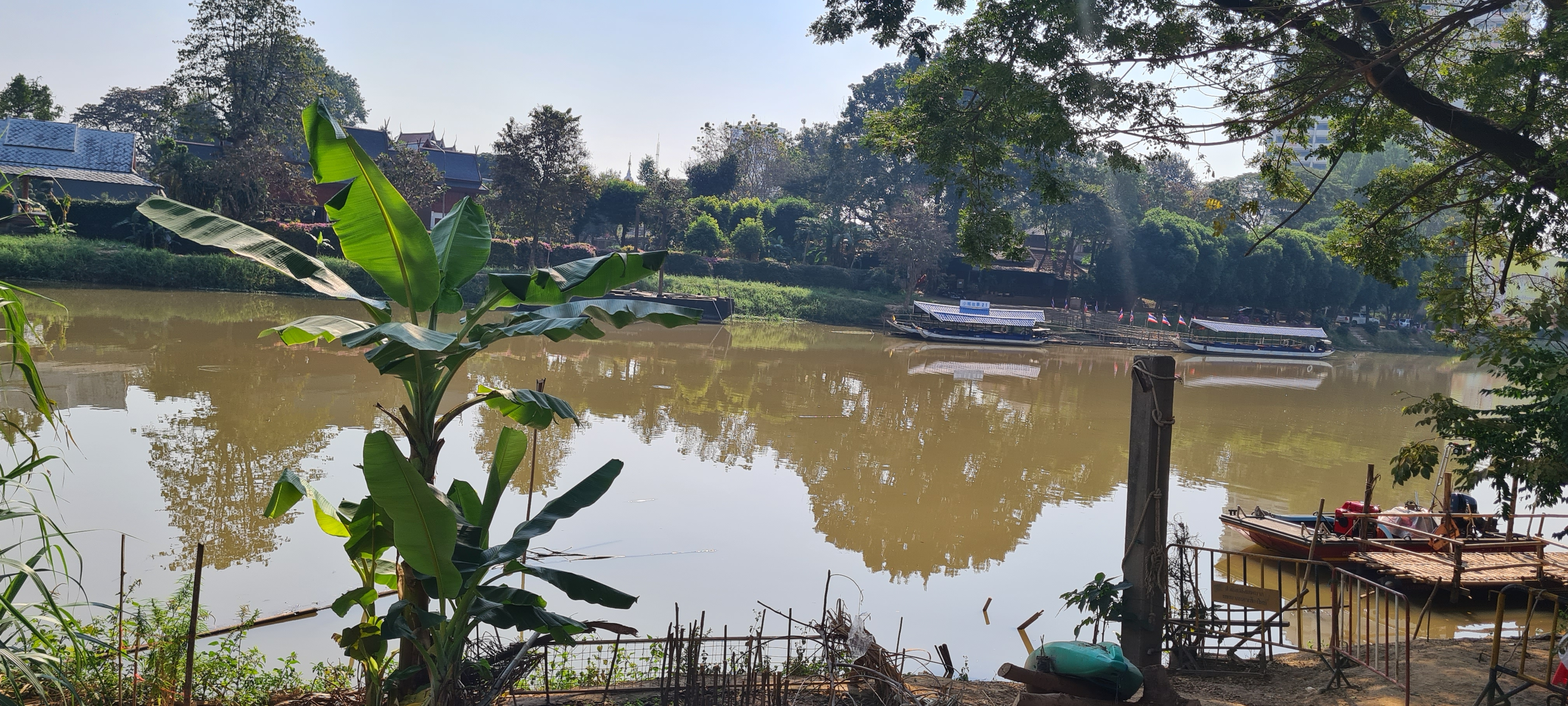
Rivière Ping à Chiang Mai.

### Population
La province de Chiang Mai a une population de 1,7 million d’habitants en 2021, dont 127 240 dans la municipalité de Chiang Mai même.
Depuis que la zone municipale de Chiang Mai (thesaban nakhon en thaï, "Municipality" en anglais) a été agrandie à 40,2 km² en 1983, aucune modification ou mise à jour n'y a été apportée, même si la population a considérablement augmenté dans les années qui ont suivi.
Dans les plans officiels de l'organisation administrative provinciale de Chiang Mai, les limites de la ville nouvelles et mises à jour ont été incluses et décrites, élargissant l'ancienne frontière de la ville municipale à l'intérieur du district de Amphoe Muaeng Chiang Mai à Mae Rim au nord, San Kamphaeng à l'est, Hang Dong au sud et Suthep à l'ouest. Cette nouvelle étendue s'étend sur 405 km² et forme la zone urbaine de Chiang Mai. C'est aussi à peu près la même taille que la métropole de Chiang Mai.
L'ensemble de la région compte une population combinée de 1 197 931 habitants, ce qui fait de Chiang Mai la deuxième plus grande ville de Thaïlande après Bangkok (10,8 millions d'habitants) et deux fois plus grande que la troisième plus grande ville de Nakhon Ratchasima (estimation : 500 000 habitants).

### Climat
Chiang Mai a un climat tropical. Le record de température est de 42,4 °C en mai 2005.
Il y a trois saisons principales : frais (de fin octobre à mi-février), la température moyenne est de 21 °C ; été (de mi-février à mai), la température moyenne est de 30 °C ; pluvieux (de juin à fin octobre), la température moyenne est de 25 °C.

### Inondations et pollutions
Comme Bangkok, Chiang Mai souffre des inondations et de la pollution de l'air. Chaque année, entre février et avril, voire mai, Chiang Mai se retrouve enveloppée d’un épais brouillard de particules fines issues principalement des brûlis agricoles et des feux de forêt : l'air devient souvent irrespirable et la santé des habitants est en danger,,,,,.

## Histoire
Le roi Mengrai a fondé Chiang Mai (signifiant « ville nouvelle ») le 12 avril 1296, et elle a succédé à Chiang Rai comme capitale du royaume thaï de Lanna. Mengrai a construit un fossé et un mur autour de la ville pour la protéger des incursions d'agresseurs venant de la Birmanie. 
Avec le déclin du royaume de Lanna, la ville perdit son importance et fut souvent occupée par les Birmans ou par les Siamois du royaume d'Ayutthaya. Elle fut même réunie au royaume de Lan Xang sous l'autorité du roi Setthathirath entre 1546 et 1556, puis passa sous domination birmane (dynastie Taungû) de 1558 à 1725. Lors des guerres menées par la nouvelle dynastie birmane (dynastie Konbaung), Chiang Mai fut vidée de ses habitants et elle resta abandonnée pendant quinze ans (1776-1791) (Lampang fut la capitale de ce qui restait du royaume de Lanna durant cette période).
Chiang Mai est formellement devenue une région du Siam en 1774, quand le roi Taksin l'a reprise aux Birmans. La ville s'est relevée tant culturellement qu’économiquement, pour devenir graduellement la capitale culturelle et économique du Nord de la Thaïlande, seconde agglomération en importance après Bangkok.
Le peuple parle généralement le kham muang (thaï : คำเมือง, RTGS : kham mueang, également connu sous le nom de thaï du Nord ou thaï lanna), le thaï central, langue officielle de la Thaïlande, étant employé dans l'éducation et compris par la plupart des gens. Le vieil alphabet kham muang est maintenant seulement étudié par des érudits et le thaï du Nord est généralement écrit en utilisant l'alphabet thaï siamois.

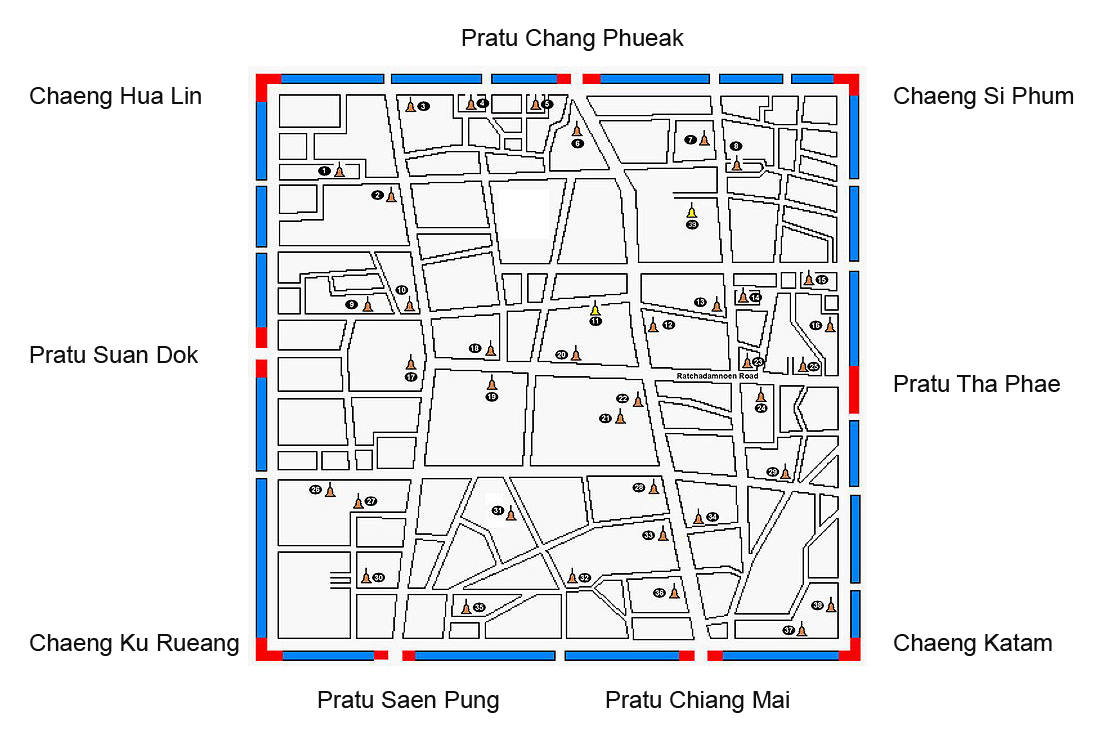
Plan du centre historique de Chiang Mai. Cette « ville carrée » de 1,7 km sur 1,6 km est délimitée par son enceinte percée de cinq portes. C'était jadis la ville royale réservée au roi, aux nobles et aux bonzes avec ses palais en bois et ses temples en brique... Le plan d'origine de Chiang Mai a été rectifié à plusieurs reprises par les successeurs du roi Mangrai : la construction des douves et des remparts actuels remonte seulement au début du XIX^{ème} siècle.

Fortifications du début du XIXe siècle délimitant le centre historique de Chiang Mai, « la ville carrée »
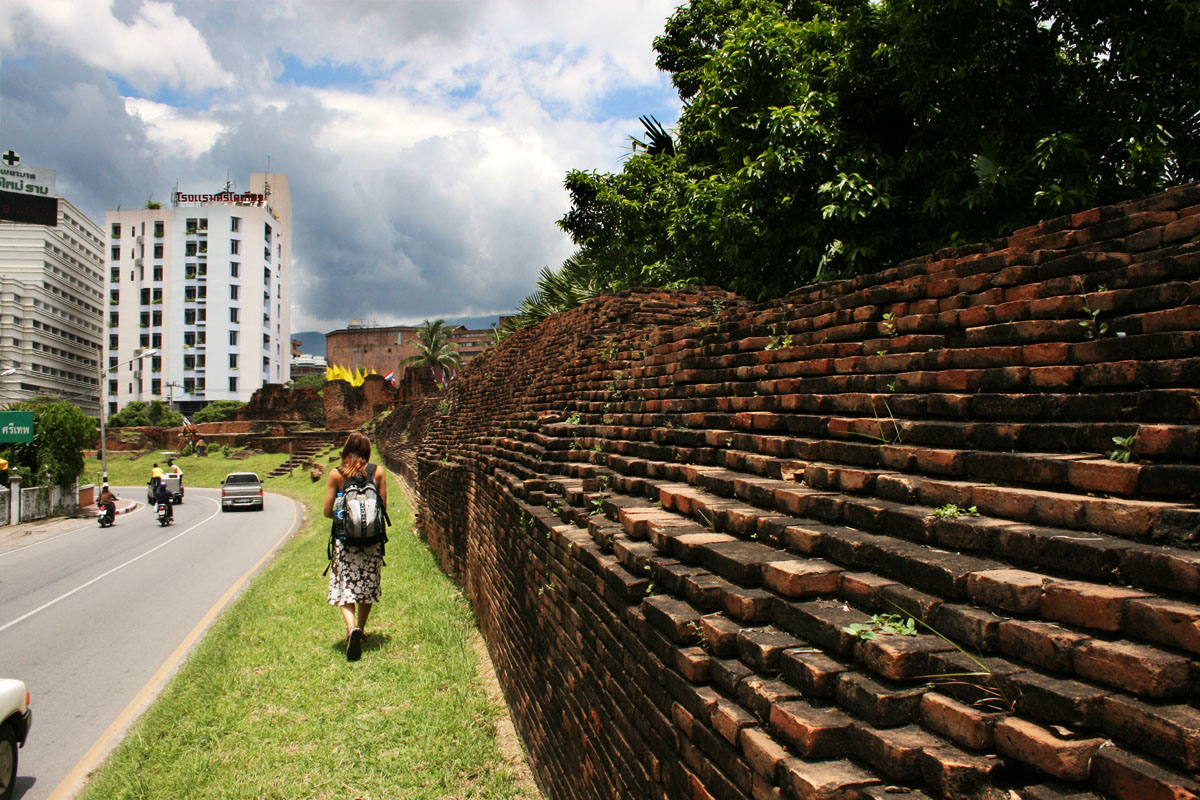
Mur de la cité en brique et douves
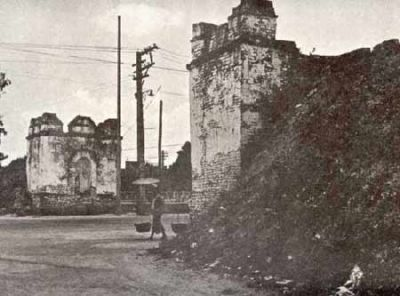
Porte Tha Phae à l'Est en 1908
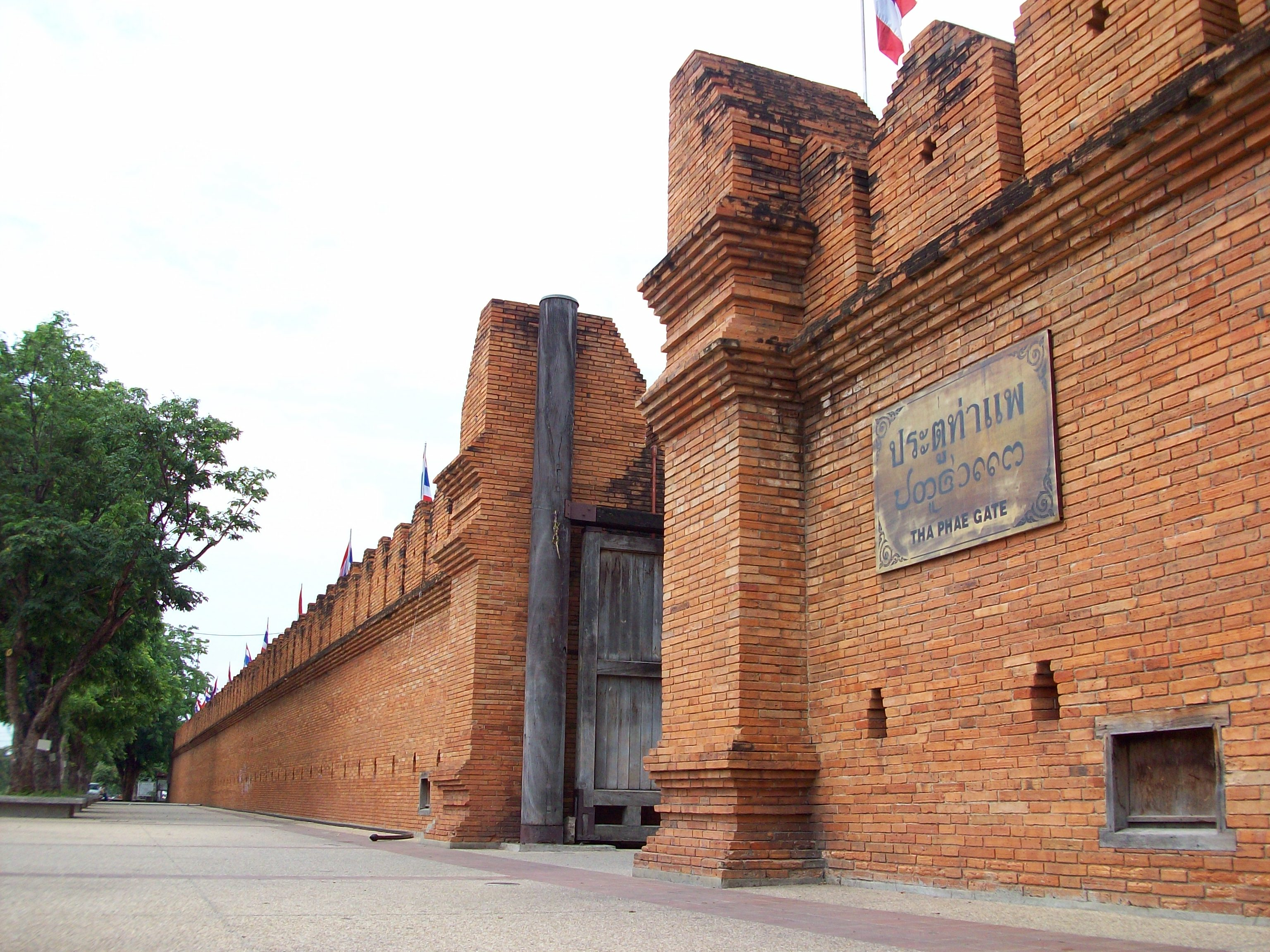
Porte Tha Phae à l'Est en 2008
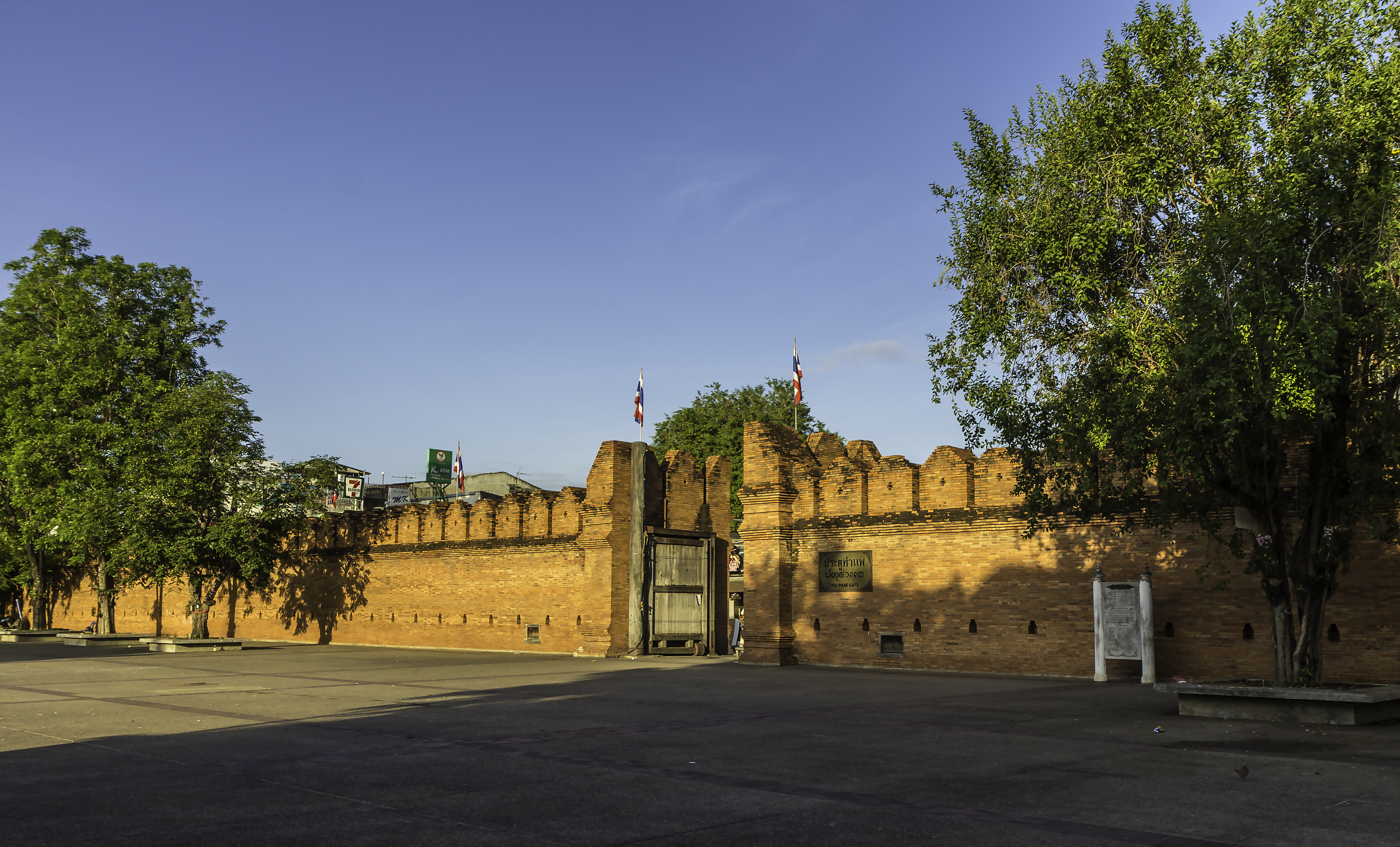
Vue d'ensemble de la porte Tha Phae
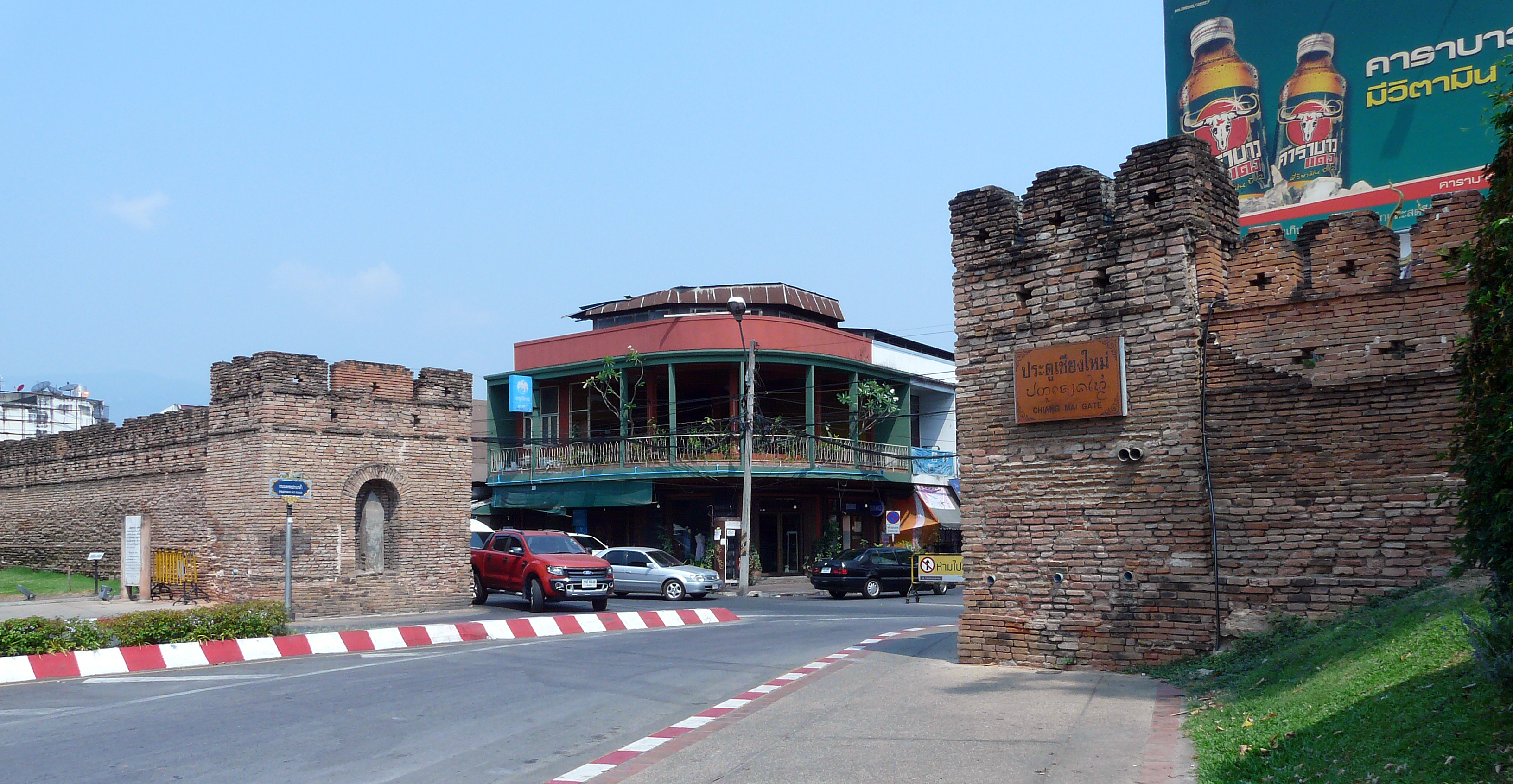
Porte de Chiang Mai au Sud
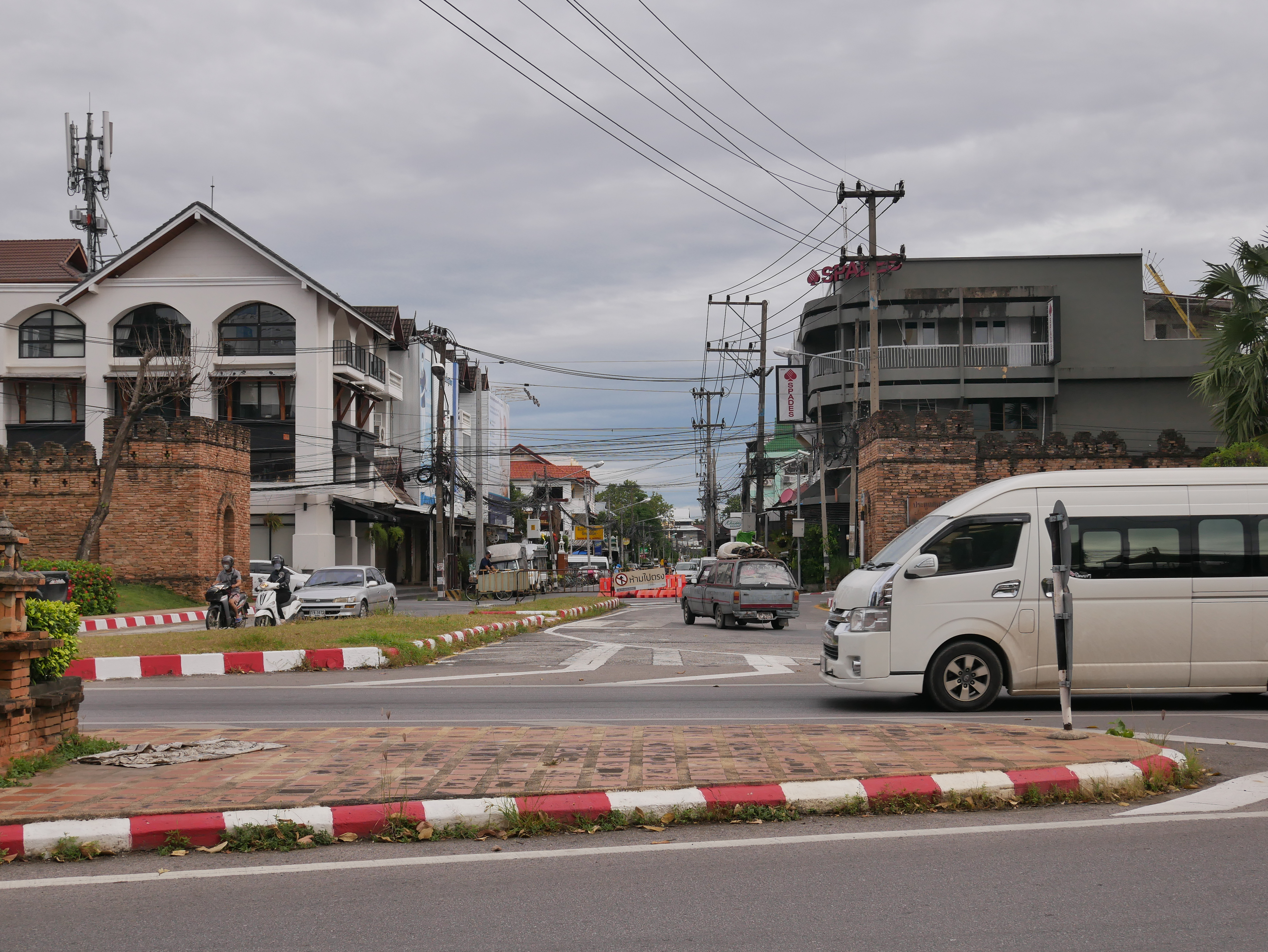
Porte Saen Prung au Sud
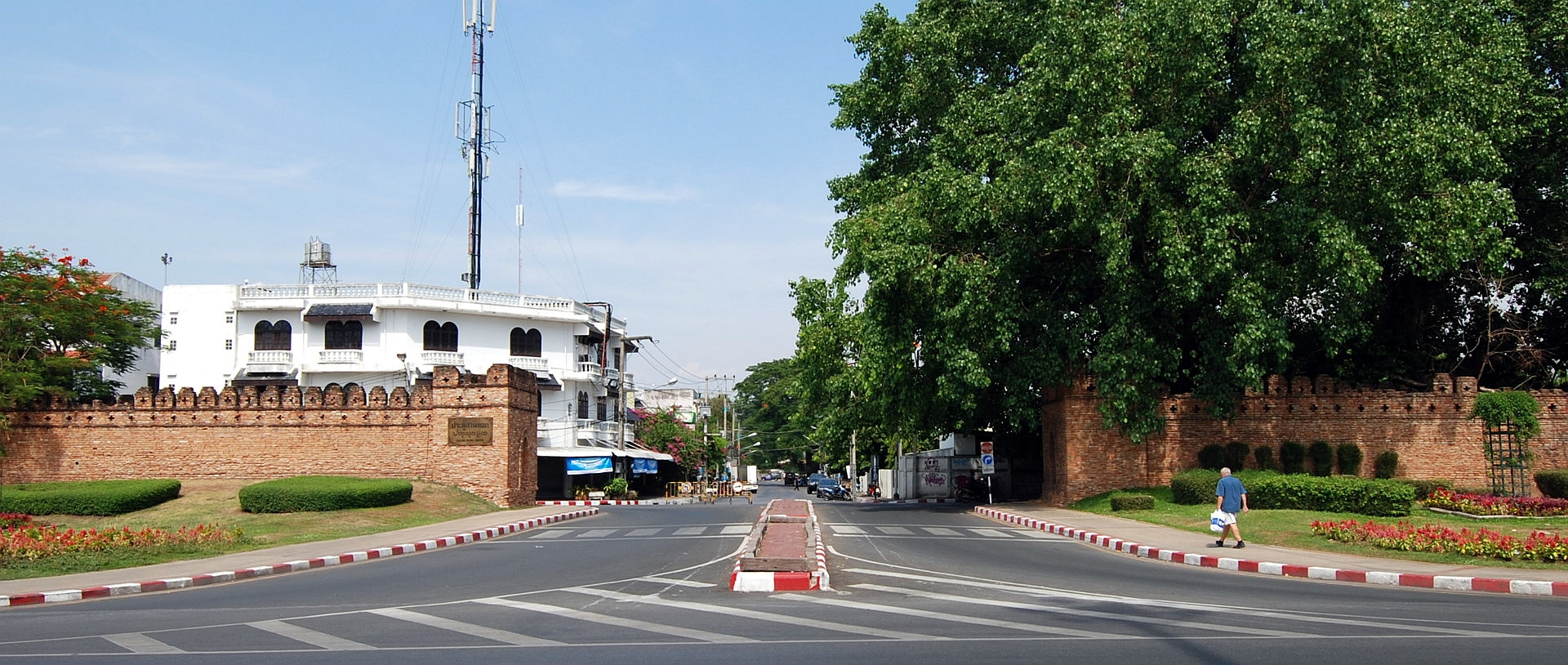
Porte Suan Dok à l'Ouest
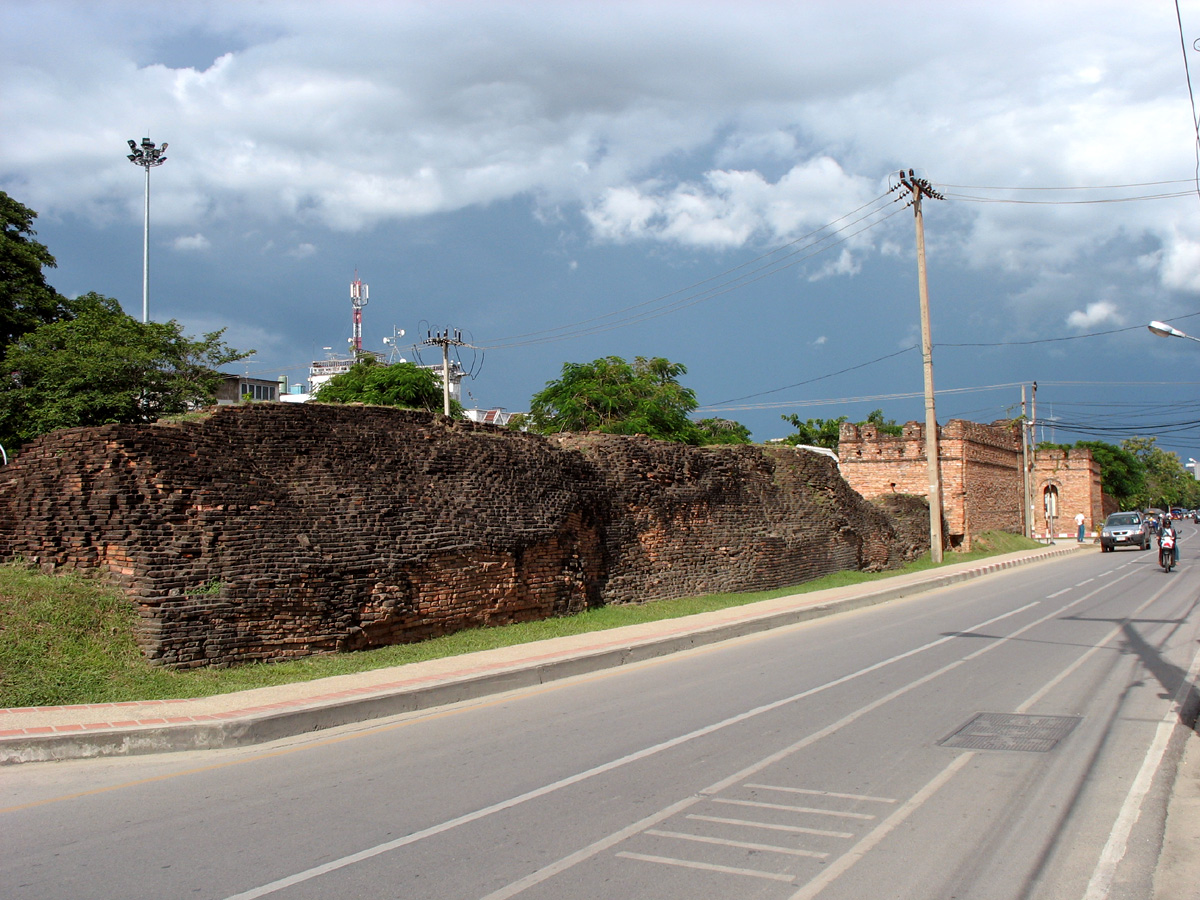
Porte Chang Pueak au Nord

## Bouddhisme
Il y a environ 300 temples bouddhistes à Chiang Mai dont 36 dans la vieille ville, « la ville carrée ».

### Wat Phrathat Doi Suthep

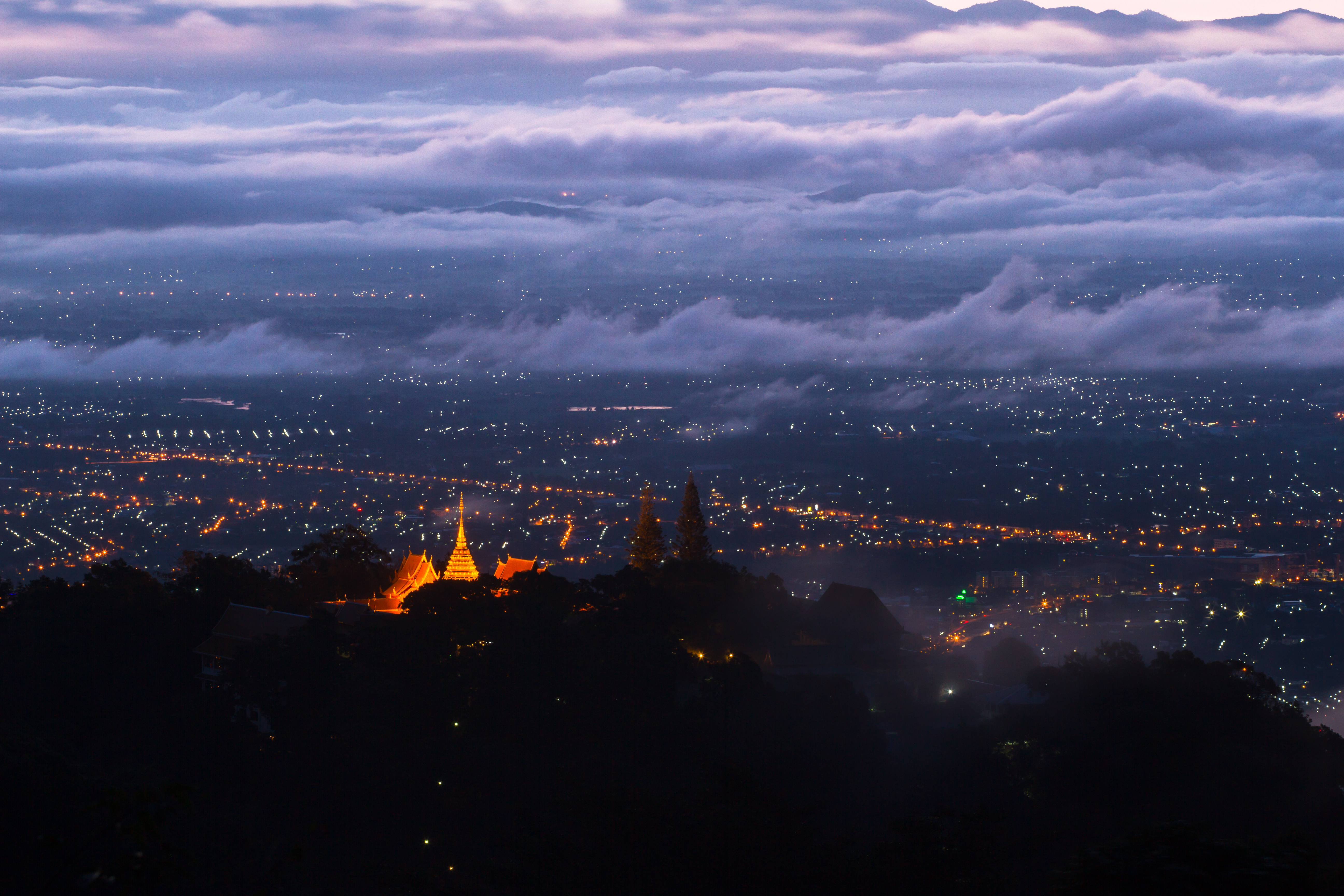
Temple de Doi Suthep à l'aube avec vue sur la ville de Chiang Mai

Wat Phrathat Doi Suthep est un temple bouddhiste de la province de Chiang Mai. Le temple est désigné souvent sous le nom de Doi Suthep bien que ce soit en réalité le nom de la montagne sur laquelle il est localisé. Le temple est situé à 15 kilomètres de la ville de Chiang Mai et est un site sacré pour les Thaïlandais. Le temple offre une belle perspective sur la ville de Chiang Mai ; Wat Phrathat Doi Suthep demeure toujours une destination très populaire auprès des visiteurs étrangers. Le temple peut être accessible à l'aube pour voir le lever du soleil sur la ville.

### Wat Chiang Man

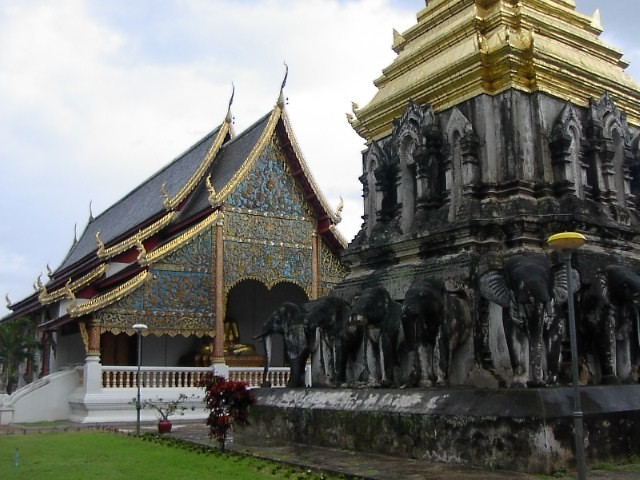
Le Wat Chiang Man, datant du XIIIe siècle, est le plus ancien de la ville.

Wat Chiang Man (en) est le temple le plus ancien de Chiang Mai (1296). Le roi Mengrai y a vécu au moment de la construction de la ville. Ce temple abrite deux statues de Bouddha très importantes et vénérées, le Phra Sila (une statue Bouddha de marbre) et le Phra Satang Man (une statue de Bouddha de cristal).

### Wat Phra Singh
Wat Phra Singh est situé à l’intérieur des murs de ville, datant de 1345, ce temple est un exemple d'architecture classique du Nord de la Thaïlande. Il loge le Bouddha Phra Singh, une image très vénérée, transférée ici il y a plusieurs années en provenance de Chiang Rai. Ce temple est entièrement construit en bois.

### Wat Chedi Luang

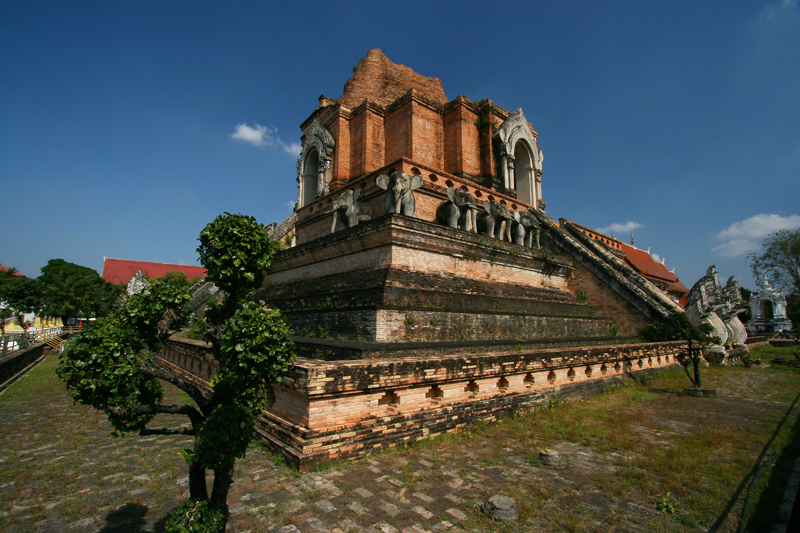
Wat Chedi Luang.

Le Wat Chedi Luang วัดเจดีย์หลวง, temple du grand stûpa, a été fondé en 1401 ; il est dominé par un grand chedi du type de Lanna, dont la construction s’est étalée sur plusieurs années. Un tremblement de terre l'a endommagé au XVIe siècle, et seuls les deux tiers inférieurs sont encore visibles. À l’origine, l'ensemble comportait trois temples, le Wat Chedi Luang, le Wat Ho Tham et le Wat Sukmin. Ce temple bouddhiste abrite aussi le sanctuaire du pilier de la ville (Lak Mueang) de Chiang Mai.

### Wat Ched Yot
Wat Ched Yot est situé à la périphérie de la ville. Construit en 1455, il a accueilli le huitième Conseil bouddhiste mondial en 1977.

### Wiang Kum Kam
Wiang Kum Kam est l'emplacement d'une vieille ville située à la périphérie sud de Chiang Mai. Le roi Mengrai y a vécu pendant dix ans avant la fondation de Chiang Mai. L'emplacement possède un grand nombre de temples en ruines comme le Wat Phan Lao et le Wat I Khang ainsi que certains temples toujours debout comme le Wat Chedi Liam.

### Wat U Mong

Bibliothèque et musée bouddhiste à Chiang Mai.

Wat U-Mong est un temple forestier dans une caverne dans les collines à l'ouest de la ville, près de l'Université de Chiang Mai. Wat U-Mong est connu pour son image de Bouddha jeûnant et ses centaines de proverbes bouddhistes en anglais et en thaï affichés sur les arbres sur le site.

### Wat Suan Dok
Wat Suan Dok est un temple du XIVe siècle situé juste à l'ouest des vieux murs de la ville. Il fut construit par le roi Lanna pour un moine révéré de Sukhothai comme résidence durant sa retraite de la saison des pluies. Le nom du temple se traduit approximativement par « champ de fleurs ». Il possède plusieurs aspects uniques, dont le grand ubosot, ou hall d'ordination. Il est peu commun non seulement par sa taille, mais également par le fait qu'il est ouvert sur les côtés plutôt que totalement fermé. Une autre particularité du temple est le grand nombre de chedi abritant les cendres funéraires des souverains de Chiang Mai. Ce temple est également le siège d'une université monastique parmi les plus importantes de Thaïlande, l’université bouddhiste Mahachulalongkon Rajavidyalaya.

### Autres
- Wat Buppharam
- Wat Chiang Yuen
- Wat Lok Moli
- Wat Sri Suphan, le temple d'argent[21],[22]
- Poy Sang Long

## Culture
- Zoo de Chiang Mai
- Université de Chiang Mai
- Repas khantoke

## Économie

### Transports

Piste, infrastructures de l'aéroport et partie sud de la ville.

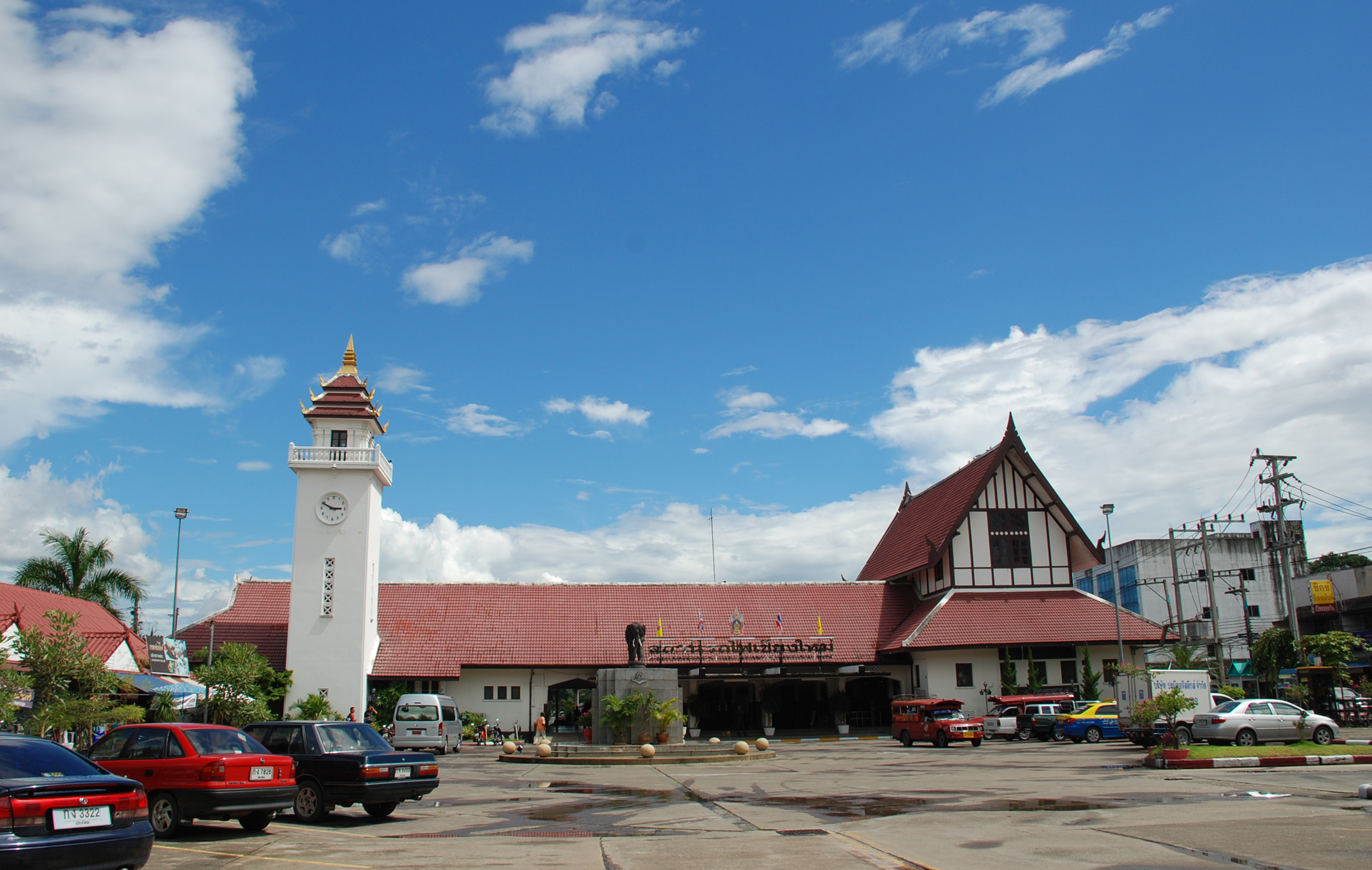
Gare de Chiang Mai.

Chiang Mai est desservie par l'aéroport international de Chiang Mai.
La gare de Chiang Mai appartient au réseau nord du transport ferroviaire en Thaïlande qui relie la ville à Bangkok. Un train de prestige, le Eastern & Oriental-Express effectue un voyage chaque semestre.
Chiang Mai dispose également de deux gares routières ; une petite, située au nord de la ville, appelée Chang Phuak et desservant des destinations dans la province, et une beaucoup plus grande appelée Arcade et située à l'est de la ville qui dessert la majorité des grandes villes du pays.
Chiang Mai dispose de deux lignes de bus locaux, les lignes B1 et B2. Les deux bus sont de couleur blanche. La ligne B1 effectue le trajet gare routière Arcade – gare de Chiang Mai – Thaphae Gate – Zoo et vice-versa. La ligne B2 effectue le trajet gare routière Arcade – Tha Phae Gate – aéroport de Chiang Mai et vice-versa. Les deux passent par le marché de Warorot. Le tarif minimum est de 15 baht.
De nombreux « taxis collectifs rouges » (appelés songthaeo qui signifie deux rangées), circulent à travers la ville.
De nombreux tuk-tuk circulent à travers la ville.
Il existe un réseau de taxis traditionnels et la société de transport privés Grab y est implantée après l'abandon du marché par le leader mondial Uber.

## Jumelages
- Uozu (Japon) depuis 1989 (8 juillet)
- Saitama (Japon) depuis 1992 (9 novembre)
- Kunming (Chine) depuis 1999 (7 juin)
- Harbin (Chine) depuis 2008 (29 avril)

## Sports
La ville possède un club de football fondé en 1963, le Thailand Tobacco Monopoly Chiangmai Football Club.

## Personnalités liées à la commune
- Ekanit Panya (1999-), footballeur thaïlandais né à Chiang Mai.
- Araya Rasdjarmrearnsook, artiste.
- Teresa Teng, chanteuse Taïwanaise décédée à Chiang Mai.